# Disastro aereo di Detroit
Il disastro aereo di Detroit riguardò la collisione di due velivoli della Northwest Airlines all'aeroporto metropolitano di Wayne County il 3 dicembre 1990. Questa si verificò quando il volo 1482, un Douglas DC-9-14, rullò per errore su una pista attiva nella fitta nebbia e venne colpito da un Boeing 727 in partenza, operante il volo 299. Un membro dell'equipaggio e sette passeggeri del DC-9 persero la vita nell'incidente.

## Gli aerei
I velivoli coinvolti erano due: un Boeing 727 e un Douglas DC-9.
Il Boeing 727 aveva marche N278US, numero di serie 21157, numero di linea 1173. Volò per la prima volta il 7 Novembre 1975 e venne consegnato a Northwest Airlines il 18 Novembre dello stesso anno. Era alimentato da 3 motori turboventola Pratt & Whitney JT8D-15A. Al momento dell'incidente, l'aereo aveva accumulato 37,310 ore di volo in 27 933 cicli di decollo-atterraggio.
Il Douglas DC-9 aveva marche N3313L, numero di serie 45708, numero di linea 77. Volò per la prima volta nel 1966 e venne consegnato a Delta Air Lines il 30 Dicembre dello stesso anno. Il 30 Agosto 1973 passò a Southern Airways, nel 1979 a Republic Airlines e infine a Northwest Airlines il 1º Ottobre 1986.  Era alimentato da 2 motori turboventola Pratt & Whitney JT8D-7B. Al momento dell'incidente, l'aereo aveva accumulato 62 253 ore di volo.
Dopo la collisione, il Boeing 727 fu riparato e rientrò in servizio. Il DC-9 invece, irrimediabilmente danneggiato, venne demolito.

## L'equipaggio
Nella cabina di pilotaggio del DC-9 vi erano il comandante William Lovelace (52), che aveva 23 000 ore di esperienza volo, delle quali 4 000 nei DC-9, e il primo ufficiale James Schifferns (43), che aveva 4 685 ore di volo, di cui 185 nel DC-9.
Nella cabina di pilotaggio del Boeing 727 vi erano il comandante Robert Ouellette (42), che aveva 10 400 ore di esperienza di volo, di cui 5 400 nei 727, il primo ufficiale William Hagedorn (37), che aveva 5 400 ore di volo, delle quali 2 350 sui 727, e l'ingegnere di volo Darren Owen (31), che aveva 3 300 ore di volo, di cui 900 sul 727.

## L'incidente
Il volo Northwest Airlines 1482, il DC-9, fu autorizzato a rullare dal gate verso la pista 03C, ma mancò la svolta sulla via di rullaggio Oscar 6 ed entrò nella via di rullaggio esterna. Per correggere l'errore, venne chiesto loro di svoltare a destra sulla via di rullaggio "Xray", ma l'equipaggio svoltò invece sulla pista attiva, la 03C. Si resero conto dell'errore e contattarono il controllo del traffico aereo, il quale disse loro di lasciare immediatamente la pista.
Cinque secondi dopo, alle 13:45 EST, l'equipaggio vide il Boeing 727 del volo Northwest Airlines 299 dirigersi verso di loro. Il 727 era stato appena autorizzato al decollo. L'ala del Boeing colpì il lato destro della fusoliera del DC-9 appena sotto i finestrini e il motore numero 2, posto sull'impennaggio. Il DC-9 prese fuoco e fu distrutto; il 727 subì danni all'ala destra e fu successivamente riparato.
Il comandante del DC-9 fuggì dell'aereo attraverso il finestrino sinistro della cabina di pilotaggio. Diciotto persone fuggirono dall'uscita posta sopra l'ala sinistra; tredici persone uscirono dal portellone anteriore sinistro; quattro persone uscirono da quello destro. Un'assistente di volo seduta sul sedile posteriore e un passeggero morirono per inalazione di fumo nel cono di coda (tailcone) del DC-9; lo sganciamento del tailcone non fu attivato. Le indagini successive appurarono che il meccanismo di rilascio era meccanicamente inoperabile.
Dei passeggeri sopravvissuti, il National Transportation Safety Board (NTSB) dichiarò che 10 subirono gravi lesioni, mentre 23, tra cui tre membri dell'equipaggio, solo lievi ferite. L'NTSB aggiunse che non ricevette la documentazione medica di tre passeggeri ricoverati in un centro di cura; ai fini del rapporto, etichettò le loro lesioni come gravi. Non ricevette inoltre la documentazione medica del copilota e di sei passeggeri che vennero curati e dimessi dagli ospedali della zona; ai fini del rapporto, ipotizzò che avessero subito lievi ferite.

## Le indagini
Sull'incidente indagò il National Transportation Safety Board statunitense, che concluse che la causa probabile dell'incidente fu la mancanza di coordinamento dell'equipaggio del DC-9, inclusa un'inversione virtuale dei ruoli dei piloti, che portò alla loro incapacità di fermare il rullaggio dell'aereo e di avvisare il controllore di terra sull'incertezza riguardo la loro posizione.

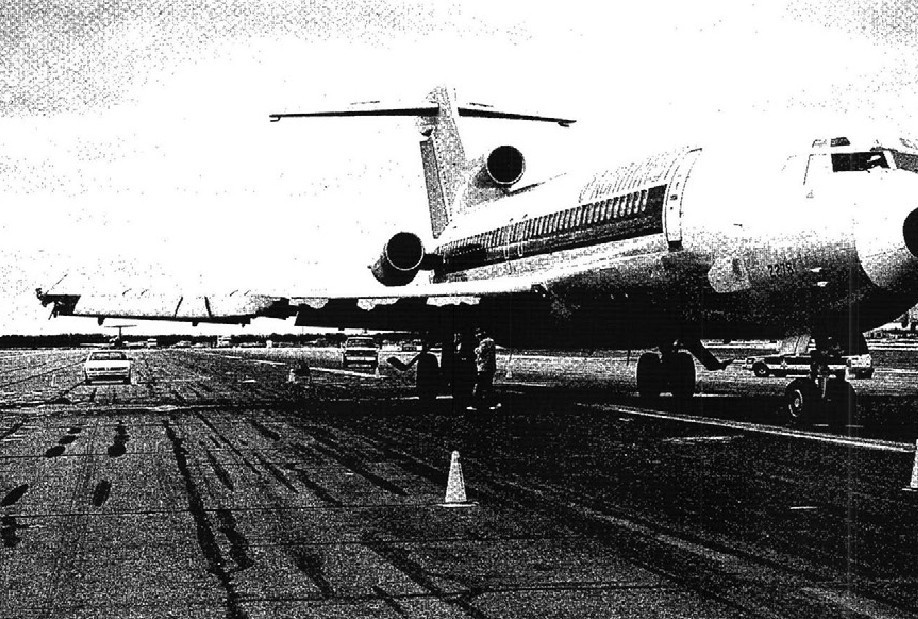
I danni di N278US

Contribuirono al verificarsi dell'incidente:
- carenze nei servizi di controllo del traffico aereo fornite dalla torre di Detroit, tra cui l'incapacità del controllore di terra di agire tempestivamente per avvisare il controllore locale di possibili incursioni di pista, inadeguate osservazioni riguardanti la visibilità, il non aver utilizzato istruzioni progressive di rullaggio in condizioni di scarsa visibilità e comunicazioni con istruzioni di rullaggio inadeguate e confuse, accompagnate da un'inadeguata supervisione per il livello di esperienza del personale in servizio;

- carenze nella segnaletica orizzontale, nell'illuminazione dell'aeroporto e la mancata sorveglianza della Federal Aviation Administration, che non ha permesso di rilevare e correggere questi problemi;

- l'inadeguatezza di Northwest Airlines nel fornire un addestramento adeguato alla gestione delle risorse della cabina di pilotaggio.

A contribuire al numero delle vittime e alla gravità delle lesioni è stato il guasto del meccanismo di rilascio del cono di coda del DC-9 e l'incapacità dell'equipaggio dello stesso aereo di eseguire correttamente l'evacuazione dei passeggeri.

## Cultura di massa
L'incidente è rappresentato nel quarto episodio della ventesima stagione del documentario canadese Indagini ad alta quota. L'episodio si intitola "Collisione mortale".